# Malcolmochthonius oregonus
Espèce
Malcolmochthonius oregonus est une espèce de pseudoscorpions de la famille des Chthoniidae.

## Distribution
Cette espèce est endémique d'Oregon aux États-Unis. Elle se rencontre dans le comté de Curry.

## Étymologie
Son nom d'espèce lui a été donné en référence au lieu de sa découverte, l'Oregon.

## Publication originale
- Benedict, 1978 : A new pseudoscorpion genus Malcolmochthonius n.g., with three new species from the western United States. Transactions of the American Microscopical Society, vol. 97, no 4, p. 250-255.